# Chùa Hưng Long
Chùa Hưng Long tọa lạc tại thôn Đông Phù, xã Đông Mỹ, huyện Thanh Trì, thành phố Hà Nội ngày nay, trước đây còn có tên gọi là chùa Long Hưng, chùa Hưng Hóa, chùa Nhót, chùa Phù Liệt, chùa Đông Phù. Chùa thuộc 2 làng Đông Phù Liệt và Đông Trạch.
Chùa được khởi dựng năm 1011, năm Thuận Thiên thứ 2 (Tân Hợi) do vua Lý Thái Tổ ban chiếu và cấp tiền xây dựng. Chùa có kiến trúc "nội công ngoại quốc, tiền Phật hậu Thánh".
Đời vua Lý Thánh Tông (1054-1072) Hoàng hậu Thượng Dương đã hạ sinh được nhị vị công chúa là Lý Từ Thục và Lý Từ Huy. Đến tuổi trưởng thành, nhị vị công chúa đã về chùa Hưng Long xuất gia đầu Phật và thu thần thị tịch tại Lăng Liên Hoa vào ngày 15 tháng 3 năm Ất Hợi, niên hiệu Hội Phong thứ 4, (1095) đời vua Lý Nhân Tông với đạo hiệu Đại Thánh Bồ Tát Lý Từ Thục và Đại Thánh Bồ Tát Lý Từ Huy, nhân dân địa phương thường gọi là Nhị vị Bồ Tát.
Hàng năm vào ngày 14,15 và 16 tháng 3 âm lịch, nhân dân các làng Đông Phù, Đông Trạch, Tương Trúc, Tự Khoát, Mỹ Ả, Tranh Khúc, Văn Uyên, Mỹ Liệt và Ninh Xá tổ chức mở hội tri ân công đức của nhị vị Bồ Tát đã có công hướng dẫn dạy nhân dân trong vùng làm nghề ruộng và nghề thủ công. Với lòng thành kính công hạnh của nhị vị Bồ Tát, nhân dân đã tạc tượng và thờ ở vị trí trang trọng tại chùa Hưng Long (Đông Phù), chùa Hưng Phúc (Tự Khoát) và chùa Phổ Quang (Ninh Xá).
Trải qua hàng nghìn năm tồn tại, chùa Hưng Long đã được các thế hệ Tăng ni trụ trì và nhân dân tín đồ Phật tử thập phương phát tâm công đức tôn tạo nhiều lần. Đặc biệt năm 1619, Quận chúa Thái phi Trịnh Thị Ngọc Thưởng đã phát tâm công đức toàn bộ kinh phí cho việc đại trùng tu.
Năm 2004, Ủy ban Nhân dân Thành phố Hà Nội cấp ngân sách hơn 2 tỷ đồng để trùng tu tòa Tam bảo, gồm 7 gian tiền đường, hậu cung, 11 gian giải vũ bên trái thờ Đức Thánh Hiền và 3 gian nhà chương trước điện thờ Nhị vị Bồ Tát.
Tháng 9 năm 2008 Trung ương Giáo hội Phật giáo Việt Nam và Thành hội Phật giáo Hà Nội đã bổ nhiệm Đại đức Thích Minh Tiến – Ủy viên Thư ký Hội đồng Trị sự Trung ương Giáo hội Phật giáo Việt Nam đảm nhiệm chức vụ trụ trì chùa Hưng Long.
Từ tháng Giêng đến tháng 12 năm Kỷ Sửu (2009), Đại đức trụ trì đã tiến hành trùng tu, phục chế các hạng mục công trình còn lại: hệ thống tượng thờ tại tòa Tam Bảo, tượng Thánh Mẫu, khám thờ, nhang án, hoành phi, câu đối, cửa võng và phục chế 3 gian điện thờ nhị vị Bồ Tát, 11 gian giải vũ bên phải (thờ Đức Ông), 10 gian điện thờ Thánh Mẫu, 14 gian Tổ đường, 12 gian nhà Tăng và phòng khách, tháp chuông, tháp trống và các công trình phụ trợ khác. Kinh phí cho đợt trùng tu này do Đại đức trụ trì vận động Phật tử thập phương và thân nhân của Đại đức phát tâm công đức.
Sau đợt trùng tu năm 2009, Đại đức trụ trì đã kiến nghị Ủy ban nhân dân thành phố Hà Nội và Bộ Quốc Phòng trao lại một phần diện tích đất sát chùa do Binh chủng Đặc công sử dụng, để phục vụ cho việc mở rộng khuôn viên chùa. Đến đầu năm 2017, diện tích chùa Hưng Long đã được mở rộng thêm hơn 2,500m2 đất sau gần 6 năm hoàn tất thủ tục. Đại đức trụ trì đã tiến hành xây dựng giảng đường, trai đường và thư viện để phục vụ cho việc tu học của tăng ni, phật tử.
Chùa Hưng Long đã được Bộ Văn hóa – Thể thao – Du lịch nước Cộng hòa Xã hội Chủ nghĩa Việt Nam công nhận là di tích lịch sử văn hóa cấp Quốc gia và Ủy ban Nhân dân Thành phố Hà Nội công nhận là di tích lịch sử Cách mạng. Năm 2010 Ủy ban nhân dân thành phố Hà Nội đã gắn biển chùa Hưng Long là công trình kỷ niệm 1000 năm Thăng Long - Hà Nội.